# Vuelo 706 de Air Vietnam
El vuelo 706 de Air Vietnam era un vuelo de Air Vietnam del tipo Boeing 727-121C que se estrelló el 15 de septiembre de 1974 después de que tres secuestradores decidieron detonaran granadas de mano a bordo del avión cuando este se comenzaba a preparaba para un aterrizaje en la base aérea de Phan Rang en Vietnam del Sur para un aterrizaje de emergencia . Los 67 pasajeros y 8 miembros de la tripulación a que iban a bordo del vuelo 706 de Air Vietnam fallecieron en el impacto de la aeronave.

## Secuestro y accidente
Le Duc Tan, un guardabosques del Ejército de Vietnam del Sur que había sido recientemente degradado de ser capitán a teniente por un robo de unos automóviles en la ciudad vietnamita de Da Nang, el se abrió camino fácilmente a través de los controles de seguridad del aeropuerto.  Después de que el vuelo 706 de Vietnam Airlines despegase en el Aeropuerto Internacional de Da Nang (DAD/VVDN) en el aquel entonces Vietnam del Sur en un vuelo regular al Aeropuerto Internacional Tan Son Nhat de Saigón (SGN/VVTS), el vuelo fue secuestrado por Tan y dos amigos, quienes ambos sosteniendo dos granadas.  Ellos exigieron al piloto  que los llevaran al aeropuerto de Hanoi, en el aquel entonces Vietnam del Norte. El piloto inmediatamente le dijo a los secuestradores que el avión tenía que aterrizar en la base aérea de Phan Rang para cargar combustible. Sin embargo los secuestradores detonaron las granadas matando a las 75 personas a bordo.